# Dytaster spinulosus
Dytaster spinulosus är en sjöstjärneart som först beskrevs av Perrier 1894.  Dytaster spinulosus ingår i släktet Dytaster och familjen kamsjöstjärnor. Inga underarter finns listade i Catalogue of Life.